# Spilosoma fulvohirta
Spilosoma fulvohirta là một loài bướm đêm thuộc phân họ Arctiinae, họ Erebidae.